# キミと夜空と坂道と
「キミと夜空と坂道と」（きみとよぞらとさかみち）は、 いとうかなこの3枚目のシングル。2007年10月24日に5pb.Recordsから発売された。

## 概要
前作「escape」から約8ヶ月ぶりのリリースとなる2007年2作目のシングル。表題曲「キミと夜空と坂道と」は、テレビアニメ『Myself ; Yourself』のエンディングテーマに起用された。ジャケットには八代菜々香がプリントされている。

## 収録曲
（全作詞・作曲：志倉千代丸）
1. キミと夜空と坂道と [4:13]
編曲：磯江俊道
  - テレビアニメ『Myself ; Yourself』エンディングテーマ

青春さを感じさせる爽やかでキャッチーな楽曲のため、可愛らしく歌う事も考えていたが、スタッフに遠慮されたという[1]。
地声で歌う曲のため、事前に練習した上で収録に臨んだ。歌う際は歌詞に「ボク」というフレーズが含まれているため、男の子に成りきって歌ったという[1]。
2. ivy [5:11]
編曲：上野浩司
レコーディングは「キミと夜空と坂道と」と違い、キーがいとうに合っているため楽であった
いとうによれば、1回目のレコーディングではサビに登場する「yeah」を元気に歌ったが、スタッフからやさしい感じで歌った方が良いと判断されたため、その内容で歌うよう変更されたという[1]。
3. キミと夜空と坂道と（off vocal）
4. ivy（off vocal）

## 収録アルバム
| 曲名               | 収録アルバム       | 発売日        |
| ------------------ | ------------------ | ------------- |
| キミと夜空と坂道と | 『ChaosAttractor』 | 2010年1月27日 |
| ivy                | 『ChaosAttractor』 | 2010年1月27日 |